# Denis Matveïev
Denis Vladimirovich Matveïev (en russe : Денис Владимирович Матвеев) est un cosmonaute russe né le 25 avril 1983 à Saint-Pétersbourg.

## Biographie
Il a été diplômé de l'université technique d'État de Moscou-Bauman à Moscou en 2006. Cet ingénieur chez RKK Energia a été sélectionné pour être cosmonaute en 2010 dans le groupe TsPK-15. Son entraînement de base s'est terminé deux ans plus tard.

## Vols réalisés
Le 18 mars 2022, Matveïev s'envole à bord du Soyouz MS-21 pour participer aux Expéditions 66 et 67 de la Station spatiale internationale.